# 正親町三条公雅
正親町三条 公雅（おおぎまちさんじょう きんまさ）は、室町時代前期の公卿。権大納言・正親町三条実豊の子。官位は正二位・権大納言、贈内大臣。紹宏院と号す。

## 経歴
以下、『公卿補任』、『尊卑分脈』の内容に従って記述する。
- 応永13年（1406年）3月24日、参議に任ぜられる[2]。この時、正四位下右中将。
- 応永14年（1407年）1月5日、従三位に叙せられる。同年3月29日、近江権守を兼ねる。
- 応永17年（1410年）1月5日、正三位に昇叙。
- 応永18年（1411年）閏10月9日、権中納言に任ぜられる。同年11月24日、帯剣を許される。
- 応永19年（1412年）1月5日、従二位に昇叙[3]。
- 応永20年（1413年）2月22日、喪に復すが同年3月5日には重ねて喪に服す。
- 応永25年（1418年）6月5日、権大納言に任ぜられる。
- 応永26年（1419年）1月6日、正二位に昇叙。
- 応永34年（1427年）8月12日、薨去[4]。享年44。法名は祐戒。

## 伏見宮家の取次ぎ役
正親町三条家が後光厳院の外戚であったことの関係から、持明院統の本来の嫡流でありながら皇位からはずれていた伏見宮貞成親王の取次ぎ役であったことが知られている。

## 系譜
- 父：正親町三条実豊
- 母：不詳
- 妻：不詳
- 家女房
  - 男子：正親町三条実雅
- 生母不明の子女
  - 男子：実済
  - 女子：尹子 - 瑞春院。足利義教継室
  - 女子：豊子 - 上臈局。足利義教側室
  - 女子：女子
  - 女子：